# Vladimir Palmeira
Vladimir Gracindo Soares Palmeira (Maceió, 11 de dezembro de 1944) é um político brasileiro filiado ao Partido Socialista Brasileiro (PSB).

## Vida e carreira
Sua família estabeleceu-se no Rio de Janeiro quando tinha seis anos de idade. Já no colégio, Vladimir começou a participar da política estudantil, tendo sido diretor de uma revista dos alunos, chamada “A Seiva”, e fundador do grêmio estudantil, o Centro Cívico Olavo Bilac. Nesta época, participou dos primeiros congressos estaduais estudantis, como delegado de seu colégio.
Vladimir fez vestibular para Direito e ingressou na Faculdade Nacional de Direito (FND), da então Universidade do Brasil, atual Universidade Federal do Rio de Janeiro (UFRJ). Havia dois movimentos políticos legais nesta escola, o Movimento de Reforma (Reforma), de esquerda, e a Ação Libertadora Acadêmica (ALA), de direita. Vladimir, que já era de esquerda, filou-se à Reforma, que ganhou as eleições de 1964 - as primeiras diretas no país depois do golpe militar - para o centro acadêmico da Faculdade, um dos mais tradicionais do país, o Centro Acadêmico Cândido de Oliveira (CACO).

Vladimir Palmeira lidera manifestação contra o regime.

A partir daí, Vladimir participou de todas as lutas estudantis. Esteve presente nas primeiras manifestações, ainda em 1965, e, em 1966 e 1967, representou o CACO, do qual era presidente. Depois, já como presidente da União Metropolitana dos Estudantes (UME), Vladimir liderou as grandes manifestações estudantis do ano de 1968, que culminaram na Passeata dos Cem Mil.
Por defender os ideais da esquerda, Vladimir foi preso em 1967, em agosto de 1968 e novamente no Congresso da UNE, em Ibiúna em operação chefiada pelo delegado do DOPS José Paulo Bonchristiano  . Em setembro de 1969 saiu da prisão para o exílio. Nos dez anos seguintes morou no México, em Cuba, no Chile e na Bélgica, onde formou-se em Ciências Econômicas, pela Universidade Livre de Bruxelas.
Voltando ao Brasil, foi fundador do Partido dos Trabalhadores (PT), participando, como delegado do Rio, do primeiro encontro nacional do partido. Em 1982 foi candidato ao Senado Federal e, quatro anos depois, elegeu-se deputado federal constituinte.
Vladimir teve um papel destacado no Congresso Constituinte. Era o responsável do PT pela área econômica, onde conseguiu aprovar pontos como a nacionalização da exploração mineral e o estabelecimento de medidas de defesa da empresa nacional. Estes artigos foram retirados da Constituição no governo Fernando Henrique Cardoso. Vladimir teve participação ativa ainda em outros debates, sobretudo na defesa da democratização dos meios de comunicação e dos direitos dos aposentados. Foi também coordenador da Frente Interpartidária em Defesa do Presidencialismo, na votação sobre o sistema de governo. O presidencialismo triunfou.
Reeleito deputado, em 1990, Vladimir chegou a líder da bancada, em 1993, um ano de muitos acontecimentos políticos. O Presidente Fernando Collor de Mello tinha sido afastado e Vladimir foi um dos líderes, no PT, da posição que colocou o partido na oposição ao governo Itamar. Vladimir esteve à frente também da defesa do regime presidencialista. Para assumir uma posição, o PT realizou uma votação interna, que optou pela defesa do presidencialismo.
Vladimir não disputou outra eleição parlamentar, por considerar que já havia dado a sua contribuição. Foi instado a disputar o governo do Estado do Rio de Janeiro, nas eleições de 1994. Em 1993, ganhou as prévias internas do partido, com mais de 70% dos votos. O resultado não foi aceito, em função de questões de quorum.
Em 1998, Vladimir foi chamado mais uma vez para disputar o governo. Ganhou a convenção do partido, no Rio de Janeiro, mas a direção nacional fez uma intervenção, para que se apoiasse o candidato Anthony Garotinho.
De 1998 até o ano de 2006 Vladimir Palmeira ficou na articulação do Partido dos Trabalhadores.
A conjuntura do estado do Rio de Janeiro fez com que Vladimir fosse o candidato natural do Partido dos Trabalhadores ao governo, em 2006. Seu nome foi unanimidade no PT e Vladimir foi indicado por aclamação. Vladimir começou nas Pesquisas com apenas 1% dos votos mas devido à sua campanha na TV com irreverências, críticas irônicas, e pela defesa veemente das políticas de esquerda, inclusive de temas polêmicos distantes da esfera de governador, como aborto e união homoafetiva, bem como críticas a uma suposta forma artificial de fazer política, onde os candidatos costumavam dizer aquilo que o eleitor queria ouvir, e não o que pensava de verdade, subiu de sexto colocado nas pesquisas para quinto. Terminou em 4º lugar, com cerca de 10% dos votos, atrás de Marcelo Crivella, Denise Frossard e Sérgio Cabral (este último foi eleito governador).
Em 2007, entrou na disputa para ser o pré-candidato petista à prefeitura carioca, concorrendo com Alessandro Molon. Crítico ferrenho de Sérgio Cabral, acabou sendo derrotado em março de 2008.
Vladimir Palmeira sai do Partido dos Trabalhadores em junho de 2011, em carta, o ex-líder estudantil aponta com o principal motivo do seu desligamento a volta de Delúbio Soares ao PT.